# Шерекинский
Шерекинский — посёлок в Льговском районе Курской области России. Входит в состав Марицкого сельсовета.

## География
Посёлок находится в 57,5 км от российско-украинской границы, в 63,5 км к западу от Курска, в 9 км к северу от районного центра — города Льгов, в 2 км от центра сельсовета — села Марица.
Климат
Шерекинский, как и весь район, расположен в поясе умеренно континентального климата с тёплым летом и относительно тёплой зимой (Dfb в классификации Кёппена).
Часовой пояс
Посёлок Шерекинский, как и вся Курская область, находится в часовой зоне МСК (московское время). Смещение применяемого времени относительно UTC составляет +3:00.

## Население
| 2002 | 2010 |
| ---- | ---- |
| 157  | ↘125 |

## Инфраструктура
Личное подсобное хозяйство. В посёлке 17 домов.

## Транспорт
Шерекинский находится в 12 км от автодороги регионального значения 38К-017 (Курск — Льгов — Рыльск — граница с Украиной) как часть европейского маршрута E38, на автодороге 38К-023 (Льгов — Конышёвка), в 1 км от ближайшего (закрытого) ж/д остановочного пункта 575 км (линия Навля — Льгов I). Остановка общественного транспорта.
В 151 км от аэропорта имени В. Г. Шухова (недалеко от Белгорода).